# 平野正人
平野 正人（ひらの まさと、1955年11月16日 - ）は、日本の声優、俳優、ナレーター、演出家。岩手県岩手郡田頭村（現：八幡平市田頭）出身。青二プロダクション所属。

## 経歴
西根町立田頭小学校（現:八幡平市立田頭小学校）卒業。
高校時代、県民会館で長岡輝子が演出を務めた文学座の舞台を見て役者を志した。
幼少期より極度の恥ずかしがり屋であり、自己主張ができない性格を何とか打破したいという一念から演劇、芝居の世界に入ることを選ぶ。
1974年に岩手県立平舘高等学校普通科24回生として卒業後、岩手から上京して多摩芸術学園演劇学科に進学。
同学園で長岡が講師をしており、それ以来、師事し、宮沢賢治作品の朗読も習う。
同学園卒業後、文学座付属演劇研究所を経て、劇団文学座に入団し、舞台俳優としての活動を経る。同期に田中裕子がいる。
その後、考えるところもあり、30歳を前に声優に転向し、青二プロダクションに所属する。
大阪芸術大学講師（放送学科声優コース）。

## 人物・特色
10代後半で療養で一時帰郷しており、ラジオで聞いていた『遠野物語』の語り部に所属していた鈴木サツの語りに魅せられて、遠野倶楽部メンバーとして、20歳頃から『遠野物語』の研究を始める。
青二プロダクション所属後はアニメ、洋画、バラエティ・情報・ニュース等のナレーション、ボイスオーバー(外国語の吹き替え)、CMナレーション等、テレビの仕事をさせてくれている。
役柄としては、落ち着いた声で、教師、科学者、長官といった役が多い。
事務所の公式プロフィールでは、特技の1つとして南部弁を挙げており、サンプルボイスでも東北弁を披露している。その他の趣味・特技はイラスト、テニス、民話収集、60年代玩具収集。
同郷の声優の桑島法子をかわいがっている。1996年、JRの友人に頼まれて東京駅で宮沢賢治の生誕100周年の朗読ステージをすることになった。その期間の中の1日だけ別の仕事が入っていたため、桑島に声を掛けて、桑島はその朗読ステージで、石川啄木と宮沢賢治の作品を朗読していた。前述の宮沢賢治の生誕100周年の朗読ステージの時に桑島は平野に桑島の父親が『原体剣舞連』を朗読する話をしており、その時の平野は「せっかくだから親父さんの節で『原体剣舞連』を朗読してみたら」というアドバイスを桑島にもらっていた。それ以降の桑島については桑島法子#宮沢賢治を参照。
八幡平市ふるさと大使。

## 出演
太字はメインキャラクター。

### テレビアニメ
1983年
- 装甲騎兵ボトムズ（ポリスC）

1984年
- Gu-Guガンモ（小鳥屋、レオ）
- ビデオ戦士レザリオン（管制官、ジョー、ザキ）
- まんが日本史
- 夢戦士ウイングマン（駅員）

1985年
- 蒼き流星SPTレイズナー（1985年 - 1986年、キリー、クレイトン）
- 機動戦士Ζガンダム（ハイファン、生徒、オペレーター）
- ゲゲゲの鬼太郎（第3作）（1985年 - 1988年、カラス天狗A、つるべおとし、狼男、火車、ぬっぺらぼうB、犬ダコ、傘化け、カッパ 他）
- プロゴルファー猿（修業僧）

1986年
- 銀牙 -流れ星 銀-（ロイド）
- 聖闘士星矢（1986年 - 1988年、市、ガイコツ、シーサーペント 他）
- ハイスクール!奇面組（ソレイケミンナー、巡査）
- 北斗の拳（1986年 - 1988年、ギジ、ゼウス、ガロウ、ザク、ゾルバ、ピゲ 他） - 2シリーズ
- ワンダービートS（ガボー博士）

1987年
- 仮面の忍者 赤影（玄太の父）
- 新メイプルタウン物語 パームタウン編（記者、支配人）
- ドラえもん（テレビ朝日版第1期）
- ドラゴンボール（1987年 - 1988年、兵士A、弟子、トラ、男狼、ピアノ、パオル）
- トランスフォーマー ザ☆ヘッドマスターズ（1987年 - 1988年、ハードヘッド、マイスター）

1988年
- キテレツ大百科（佐々木先生、トンガリのパパ〈3代目〉、佐々木先生の父、龍宮、北海モグラ 他）
- 魁!!男塾（田沢）
- 闘将!!拉麵男（ナルトの父、小岩、はぐれガラス、リュウ、炎劉 他）
- トランスフォーマー 超神マスターフォース（1988年 - 1989年、フェニックス、タートラー / キングポセイドン、マスター）
- ビックリマン（1988年 - 1989年、うらし魔人、氷山助、魚水鬼、崩輪魔、万リ鬼、魔枯、魔才虎）
- ひみつのアッコちゃん（警官、調教師、モコの父、タロー）

1989年
- 悪魔くん（1989年 - 1990年、埋れ木茂、家獣）
- がきデカ（西城正直）
- かりあげクン（床屋さん、こわい青年、酒屋の主人、日野洋二、五味山 他）
- 獣神ライガー（科学者A、男、市民A）
- 新グリム名作劇場（騎士、兵士A、コック、蚊、男A）
- 新ビックリマン（1989年 - 1990年、一角キング、鬼DO）
- 戦え!超ロボット生命体 トランスフォーマーV（カクリュウ、ドリルホーン、空港司令官）
- ドラゴンボールZ（1989年 - 1993年、オグリ、司令官、隊長）
- ピーターパンの冒険（スターキー）
- 魔動王グランゾート（アマチの父）

1990年
- 美味しんぼ（1990年 - 1993年、三河元良、社員A） - 1シリーズ + 特別編2作品
- ドラゴンクエスト（中国人風）
- 魔法使いサリー（アナウンサー、兄貴分）
- まじかる☆タルるートくん（1990年 - 1991年、不良男、吉田）
- もーれつア太郎（天国の警官、使用人）
- YAWARA!（審判A）

1991年
- 緊急発進セイバーキッズ（科学庁長官 他）
- きんぎょ注意報!（ドクター大橋〈2代目〉）
- 機甲警察メタルジャック（犯人）
- キン肉マン キン肉星王位争奪編（1991年 - 1992年、キン肉マンビッグボディ、アナウンサー）
- ゲッターロボ號（1991年 - 1992年、防衛庁長官、ウィリー博士、気象学者、国連平和軍隊長）
- 新世紀GPXサイバーフォーミュラ（スミス、男、エリオット）
- 絶対無敵ライジンオー（教頭）
- トラップ一家物語（ハンス）
- 横山光輝 三国志（1991年 - 1992年）

1992年
- ウルトラマンキッズ 母をたずねて3000万光年（ランピー）
- スーパービックリマン（高周波鬼、制空キング、火炎魔動、青商人、ハムラビ、悪魔）
- ツヨシしっかりしなさい（1992年 - 1994年、ご隠居、電気屋の主人、八百七〈2代目〉、権三）
- ドラゴンクエスト ダイの大冒険（第1作）（バルトス）
- バトルファイターズ 餓狼伝説（リッパー）
- 美少女戦士セーラームーン（運転手、ボーイ）
- 笑ゥせぇるすまん（加手井延満）

1993年
- GS美神（温泉幽霊、シュワルツ、支配人、モンタージュ）
- コボちゃん
- スラムダンク（1993年 - 1996年、小池〈初代〉、店主）

1994年
- 3丁目のタマ うちのタマ知りませんか?（歯科医師 / 大坪先生）
- ジャングルの王者ターちゃん（科学者、案内人）
- 七つの海のティコ（クルー）
- ママレード・ボーイ（北原弦）

1995年
- アニメ世界の童話（館の主、長官、宮内大臣、ジュサック）
- 黄金勇者ゴルドラン（海賊船の船長）
- 獣戦士ガルキーバ（ドーラ・ギル）

1996年
- イーハトーブ幻想〜KENjIの春（農夫B）
- ゲゲゲの鬼太郎（第4作）（敏男、老人、勇夫）
- ご近所物語（苫田先生）
- ドラゴンボールGT（誘拐犯弟分）
- 名犬ラッシー（ハインズ）
- スレイヤーズNEXT（デイミア）

1997年
- エルフを狩るモノたちII（ピーノ園長）
- 地獄先生ぬ〜べ〜（妖怪ピアノ、まくらがえし）
- フォーチュン・クエストL（エイブス）
- 中華一番!（料理人B、試験官A、副町長、何大人）
- 超魔神英雄伝ワタル（トビデルン）
- 勇者王ガオガイガー（ゾンダー）

1998年
- 遊☆戯☆王（刈田）

1999年
- 神八剣伝（アオリ）

2000年
- アルジェントソーマ（学者B）
- OH!スーパーミルクチャン（工場長）
- 勝負師伝説　哲也（老人〈おっちゃん〉）
- ファーブル先生は名探偵（デュマ）
- ONE PIECE（2000年 - 2024年、いっぽんマツ、五老星 / トップマン・ウォーキュリー聖、シャンバ〈父、原住民父〉）

2001年
- 機巧奇傳ヒヲウ戦記（村上）

2002年
- サイボーグ009 THE CYBORG SOLDIER（三宅）

2003年
- 宇宙のステルヴィア（レシオ・スルジェット）
- 釣りバカ日誌（滝川）
- FIRESTORM（ローラの父）
- 名探偵コナン（2003年 - 2014年、猿橋勝、春日寺文）

2004年
- MONSTER（クンツ）

2005年
- 戦国英雄伝説 新釈 眞田十勇士 The Animation（大橋掃部）

2006年
- 怪 〜ayakashi〜「四谷怪談」（四谷左門）
- ガイキング LEGEND OF DAIKU-MARYU（ウエルズ）

2007年
- ゲゲゲの鬼太郎（第5作）（2007年 - 2008年、油すまし、父、天の邪鬼）
- ちびまる子ちゃん（2007年 - 2016年、農家のおじさん、農園のおじさん）
- 電脳コイル（医師）

2008年
- TYTANIA -タイタニア-（サロモン）
- ポルフィの長い旅（店主A）

2009年
- グイン・サーガ（カル・モル）
- スレイヤーズEVOLUTION-R（ゾルフ）
- 戦場のヴァルキュリア（タウンゼント）
- 蒼天航路（喬玄）
- ドラゴンボール改（村の長老）
- ねぎぼうずのあさたろう（へちまの善兵衛、やまなしのごんじ）

2013年
- 探検ドリランド -1000年の真宝-（マネジ）

2014年
- 暴れん坊力士!!松太郎（パパ）

2016年
- クレヨンしんちゃん（米田作造）

2017年
- 忍たま乱太郎（2017年 - 2025年、乱太郎の父〈2代目〉）
- ドラえもん（テレビ朝日版第2期）（ナゾのおじさん）

2021年
- もっと!まじめにふまじめ かいけつゾロリ（オーボラーラ）

### 劇場アニメ
1984年
- SF新世紀レンズマン（エイリアン）

1985年
- オーディーン 光子帆船スターライト（大塚昌助）
- カムイの剣（金作）

1986年
- キン肉マン 正義超人vs戦士超人（戦士超人センジュカーン）
- ゲゲゲの鬼太郎 激突!!異次元妖怪の大反乱（火車）
- ゲゲゲの鬼太郎 妖怪大戦争（吸血狼C）
- 時空の旅人（赤武者）
- ドラゴンボール 神龍の伝説（村人）
- メイプルタウン物語（助手C）

1987年
- 王立宇宙軍 オネアミスの翼（カロック）
- ドラゴンボール 魔神城のねむり姫（魔人）
- ほえろブンブン（不良犬B）
- 妖獣都市（医師）

1988年
- AKIRA
- 銀河英雄伝説 わが征くは星の大海（ゲッツ）
- 魁!!男塾（田沢一平）
- ドラゴンボール 摩訶不思議大冒険（兵士）
- 聖闘士星矢 神々の熱き戦い（兵士）

1989年
- 悪魔くん（家獣）
- 聖闘士星矢 最終聖戦の戦士たち（船員達）

1990年
- 悪魔くん ようこそ悪魔ランドへ!!（埋れ木茂）
- ドラえもん のび太とアニマル惑星（スパイの男）
- Pink みずドロボウあめドロボウ（シルバーの部下C）

1991年
- うしろの正面だあれ
- 機動戦士ガンダムF91（パイロット）
- ドラゴンボールZ とびっきりの最強対最強（ネイズ）

1992年
- 風の大陸（盗賊A）
- ドラゴンクエスト ダイの大冒険 起ちあがれ!!アバンの使徒（ベルドーサ）

1993年
- 銀河英雄伝説 新たなる戦いの序曲（ムーア）
- 三国志 第二部・長江燃ゆ!（蔡瑁）
- Dr.スランプ アラレちゃん んちゃ!ペンギン村はハレのち晴れ（パゴス）
- Dr.スランプ アラレちゃん んちゃ!ペンギン村より愛をこめて（国王）

1994年
- 三国志 完結編・遥かなる大地（王平）

1995年
- カッタ君物語
- 翔べ!ペガサス 心のゴールにシュート（ラモス）
- MEMORIES「彼女の想いで」（A氏）

1997年
- 地球が動いた日（秋田の男）
- THE DOG OF FLANDERS フランダースの犬（ハンス）

2002年
- アテルイ（モレ）

2007年
- 河童のクゥと夏休み（タクシー運転手）

2022年
- ONE PIECE FILM RED（五老星）

### OVA
1985年
- 酎ハイれもんLOVE30'S 雨にぬれても

1986年
- 傷追い人（ガリンベイロ）
- 湘南爆走族（徳竹俊二）

1987年
- TWD EXPRESS ROLLING TAKEOFF（管制官）
- 夢幻紳士 冒険活劇編（イギリス兵）

1988年
- 銀河英雄伝説（ムーア）
- Crying フリーマン（刑事3、鄭、火星爺、親分）
- 遠山桜宇宙帖 奴の名はゴールド（記者）
- マドンナ 炎のティーチャー（町田）

1989年
- 紅い牙 ブルー・ソネット（警備員A）
- 機動戦士ガンダム0080 ポケットの中の戦争（フォン・ヘルシング）
- クレオパトラD.C.（男A）
- 左のオクロック!!（教務主任）
- 変幻退魔夜行カルラ舞う! 奈良怨霊絵巻（先生）

1990年
- ウルトラ・スーパー・デラックスマン（警官A）
- 気ままにアイドル
- ころがし涼太
- トランスフォーマーZ（キングポセイドン）
- ニューイヤー星調査行
- 藤子・F・不二雄のSF短編（警官A）
- ポストの中の明日
- 八神くんの家庭の事情

1991年
- ARIEL（通産大臣）
- カンビュセスの籤（サルクの父）
- 機動戦士ガンダム0083 STARDUST MEMORY（将校）
- 3×3 EYES（オカマ1）
- スローステップ（医者）
- 創竜伝（1991年 - 1992年、奈良原昌彦 他）
- 巴がゆく!（爆破犯人）
- ロードス島戦記（アラニア兵）

1992年
- うしおととら（先生）

1994年
- 鬼切丸（校長）
- グラップラー刃牙（リングアナ）
- ダーティペア FLASH2（ゴート・アビコ、保安課長）
- ようちえん戦隊げんきっず（物壊し怪人）

1996年
- 新世紀GPXサイバーフォーミュラ EARLYDAYS RENEWAL（スミス）

1997年
- 綾音ちゃんハイキック!（教頭先生）

1998年
- ダイノゾーン（ナイトウイング）
- MASTERキートン（ウラジミール・コワレンコ、メドヴィーチ）

2004年
- 大YAMATO零号（X-2〈A銀河連合本部〉）

### Webアニメ
- ブラック・ジャック（2001年、井上医師）
- 幕末機関説 いろはにほへと（2006年、藩重職）
- 悪魔くん（2023年、家獣）

### ゲーム
1989年
- 天外魔境 ZIRIA
- レッドアラート（スティーブ会長）

1990年
- ヴァリスIII（幻士ルシア）
- ゴールデンアックス（ガイラ、ナレーション）

1991年
- イースIII（ガードナー） - PCエンジン

1992年
- アイル・ロード（イーベンデン）
- ドラゴンスレイヤー英雄伝説II（フレイアのマスター）

1995年
- 北斗の拳（バレビ） - セガサターン

1997年
- 恐怖新聞（中神洋介）

1999年
- ゲッターロボ大決戦!（テキサス艦長）

2000年
- 霊刻 -池田貴族心霊研究所-

2001年
- サモンナイト2（キュラー）

2002年
- 機動戦士ガンダム ギレンの野望 ジオン独立戦争記（フォン・ヘルシング）
- ゼノサーガ エピソードI［力への意志］（モリヤマ艦長）

2004年
- マグナカルタ（ロスティン）
- METAL GEAR SOLID 3 SNAKE EATER（ザ・フューリー）

2007年
- キン肉マン マッスルグランプリ2（キン肉マンビッグボディ）

2008年
- 機動戦士ガンダム ギレンの野望 アクシズの脅威（フォン・ヘルシング、ハイファン）
- キン肉マン マッスルグランプリ2 特盛（キン肉マンビッグボディ）

2009年
- テイルズ オブ グレイセス（セルディク）
- ドラゴンボール 天下一大冒険（ピアノ）

2010年
- 戦場のヴァルキュリア2 ガリア王立士官学校（ジャン・タウンゼント）
- ドラゴンボール レイジングブラスト2（ネイズ）

2011年
- オール仮面ライダー ライダージェネレーション（2011年 - 2016年） - 3作品
- 機動戦士ガンダム 新ギレンの野望（フォン・ヘルシング）
- 真かまいたちの夜 11人目の訪問者（神林龍之介）
- ドラゴンボールヒーローズ（2011年 - 2019年、ネイズ） - 6作品

2012年
- 龍が如く5 夢、叶えし者

2014年
- 魁!!男塾 〜日本よ、これが男である!〜（田沢慎一郎）
- ジェイスターズ ビクトリーバーサス（応援団の声）

2015年
- 英雄伝説 空の軌跡 FC Evolution（ダルモア市長）

2016年
- 仮面ライダー バトライド・ウォー 創生（ライダーマン）

2019年
- ガンダムネットワーク大戦（フォン・ヘルシング）

2023年
- ONE PIECE ODYSSEY（五老星）

### ドラマCD
- 紅と蒼の伝説ランドロック（ジル大賢人）
- SF新世紀レンズマン オリジナル・サウンドトラック ドラマ編（エイリアン）
- 風の大陸 CDシネマ1 邂逅編 上（その手下A〈ボイスを狙う剣客〉）
- 風の大陸 CDシネマ2 邂逅編 下（刺客C〈片目の刺客〉）
- 勝手にレボリューション!（ナレーション）
- CDシアター ドラゴンクエストシリーズ（ハレノフ、武器屋の客、オジロン）
- CDドラマコレクションズ 三國志（諸葛瑾子瑜）
- ソード・ワールドRPG いにしえの巨人伝説 序章（スワルド）
- テイルズ オブ エターニア（ロザージュ父）
- テイルズ オブ エターニア Labyrinth 〜forget-me-not〜（司祭）
- ドラゴンランス戦記（ソス卿）カセットブック
- ひかわ玲子原作 バセット英雄伝エルヴァーズ カセット文庫3（審問官）
- 果てしなく青い、この空の下で…。（八車斉臥）
- 花よりも花の如く（憲人の父）
- 新世紀GPXサイバーフォーミュラ PICTURELAND4 SOME・DAY（ミスター・スミス）
- ランブルフィッシュ 2巻「非常事態！恋愛旋風!!編」（優妃の祖父）

### デジタルコミック
- ルパン三世 D2 MANGA（1997年、歯医者）

### 吹き替え

#### 映画
- パシフィック・ハイツ ※ビデオ版
- マンモス
- ホット・ショット2（ラビノビッツ〈ライアン・スタイルズ〉）※VHS・DVD版
- 霊幻道士3 キョンシーの七不思議

#### ドラマ
- ジム・ヘンソンのストーリーテラー（フィアノットの兄弟〈マーク・ウィリアムズ〉、大臣〈ティム・バーカー〉）
- フラグルロック
- ブルース・リー伝説（カイン教授）
- マペット・ショー

#### アニメ
- 原始家族フリントストーン
- ピコとコロンブスの冒険（ピコ）
- ピラミッド名作アニメシリーズ バッグス・バニー ※大陸書房版

#### 人形劇
- きかんしゃトーマス（ジョージ、ブルーベル鉄道の支配人、炭鉱の親方、パーシーの機関助手、ローリー1の運転手、ローリー3の運転手）※フジテレビ版

### CD（歌）
- See See シーコンズ

### ラジオドラマ
- SHIBAHAMA（食堂の客）
- 青山二丁目劇場
  - 上司のセクハラ（2007年） - 上司
  - 宇宙人vs内閣総理大臣（2009年） - 浅倉総理
  - 回転木馬（2010年） - 純一の父
  - あじさいの唄より「硯箱」（2012年） - ガラクタ屋
  - 私立探偵ファニーさん（2012年） - 刑事
  - 南瓜屋（2014年） - おやじ
  - 私の独立記念日（2014年） - エザキ
  - 愛と鉄板のバラード（2014年） - 真一
  - 殺人犯志願者（2016年） - 森田
  - 坂の途中（2016年） - オーナー
  - 頭痛の種（2016年） - 杉本
- 劇ラヂ!ライブ2014「親愛ならざる人へ」（2014年、NHK東京）

### 特撮
2002年
- 忍風戦隊ハリケンジャー（残暑忍者ベロ・タンの声）

2005年
- てれびくん全員サービスDVD「仮面ライダー響鬼超バトルDVD 明日夢!キミも鬼になれる!!」（黄蘗蟹〈キハダカニ〉の声、緑大猿〈リョクオオザル〉の声）
- 魔法戦隊マジレンジャー（冥府神トードの声）

2006年
- ウルトラマンマックス（機械人形オートマトンの声）

2007年
- 超忍者隊イナズマ!!SPARK（メー / 鎧武者Bの声）

2008年
- 炎神戦隊ゴーオンジャー（ボンベバンキの声）

### テレビドラマ
- 新・必殺仕事人 第20話「主水つらく夜勤する」（1981年、テレビ朝日） - 紋太
- 太陽にほえろ! 第471話「山さんに任せろ!」（1981年、日本テレビ）
- 3年B組貫八先生 第7話「ああ日の丸進学塾」（1982年、TBS） - 根本
- ザ・サスペンス お師匠さんは名探偵（1983年、TBS）
- 家族ゲーム（1983年、TBS） - 先生
- 家族ゲームII（1984年、TBS） - 先生
- うちの子にかぎって… 第5話「親より金」（1984年、TBS） - 塾講師
- 日曜劇場 GOOD LUCK!! 第4話「救出作戦」（2003年、TBS） - 特派員

### パチンコ・パチスロ
- パチスロキン肉マン〜キン肉星王位争奪編〜（アナウンサー）

### ナレーション
- おはよう!ナイスデイ（フジテレビ）
- えびたい（テレビ東京）
- 禁断!ハダカの王様（テレビ朝日）
- 今週の主役 キーパーソンズ（NHK BS1）
- JNN報道特集（TBS）
- とくダネ!（フジテレビ）
- FNNスーパーニュース（フジテレビ）
- 2時のホント（フジテレビ）
- ビッグトゥデイ（フジテレビ）
- ブロードキャスター（TBS）
- スーパーモーニング（テレビ朝日）
- スッキリ!!（日本テレビ）
- クローズアップ現代（NHK）
- サイエンスチャンネル
- 週刊記念日（BS朝日）
- 邦子と徹のあんたが主役（テレビ朝日）
- みのもんたの朝ズバッ!（TBS）
- みのもんたのサタデーずばッと（TBS）

### ボイスオーバー
- NHKスペシャル「アジア巨大遺跡」（2015年、NHK総合）
- THE世界遺産（TBS）
- 世界の果てまでイッテQ!（日本テレビ）
- BS世界のドキュメンタリー（NHK BS1）
- 日立 世界・ふしぎ発見!（TBS）
- 100分de名著（NHKオンデマンド）
- ダーウィンが来た! 〜生きもの新伝説〜（NHK総合）
- 電脳おやじ（テレビ東京）
- 天才たちの日常 -世界を動かすルーティーン-（テレビ東京）
- 良好生活研究所（テレビ朝日）
- リブラオリジナルプラネタリウム番組「スペースコロニー〜宇宙で暮らす人々〜」
- 土曜プレミアム 突入!福島原発に挑んだ男たち〜激闘秘話!命と執念の12日間〜（2013年、フジテレビ）
- 月曜プレミア! パンダ先生の学べる!どうぶつ園（2011年、テレビ東京）
- サイエンスチャンネル「ユータと不思議な宇宙の書 アストロペディア」（アストロペディアの声）

### CM
- NTTドコモラジオCM
- 株式会社稲葉製作所「イナバ物置」テレビCM
- クロネコヤマトテレビCM
- 競馬新聞馬三郎テレビCM
- コムスンラジオCM
- 新グロモントラジオCM
- トヨタ自動車ラジオCM
- ユーシーカードテレビCM

### 舞台
- 他人の目（ピーター・シェーファー作、1995年）
- 青山二丁目劇場 Voice Fair 2008 山霧の深い晩 女流作家と精神科医（演出補）
  - 青山二丁目劇場 Voice Fair 2011 朗読劇 グスコーブドリの伝記（脚色・演出）

### その他コンテンツ
- ご当地版ラジオ体操CD（岩手弁の号令）
- 東京ディズニーシー
  - アラジンのホールニューワールド（シーザー）
  - ロストリバーデルタ（ニュースラジオの声）
- パチスロキン肉マン〜キン肉星王位争奪編〜PV（アナウンサー）
- パチスロCR雀鬼〜桜井章一伝説〜（四月一日康介）

### シリーズ一覧
1. ↑  第1作（2011年）、『2』（2012年）、『レボリューション』（2016年）
2. ↑  『ヒーローズ』（2011年）、『アルティメットミッション』（2013年）、『アルティメットミッション2』（2014年）、『スーパードラゴンボールヒーローズ』（2016年）、『アルティメットミッションX』（2017年）、『ワールドミッション』（2019年）